# Kantaró Suzuki
Kantaró Suzuki (japonsky: 鈴木 貫太郎; 18. ledna 1868 Sakai – 17. dubna 1948 Noda) byl japonský admirál a politik. Od dubna do srpna 1945 byl japonským premiérem, tedy i v době japonské kapitulace ve druhé světové válce 15. srpna 1945. Úřad převzal ve věku 77 let a je tak nejstarším premiérem v japonské historii. V letech 1944–1945 a 1945–1946 byl též předsedou Tajné rady (císařova poradního sboru). 

## Život
Byl synem lokálního guvernéra (daikana). Vystudoval námořní akademii (1887) a štábní akademii (1898). Sloužil v první čínsko-japonské a rusko-japonské válce. V roce 1923 byl povýšen na admirála a v letech 1925 až 1929 sloužil jako náčelník námořního generálního štábu. Jen o vlásek unikl smrti při atentátu během tzv. incidentu 26. února v roce 1936. Kulka atentátníka zůstala v jeho těle po zbytek jeho života a byla odhalena až při jeho kremaci. Terčem atentátu se stal mj. proto, že byl proti válce se Spojenými státy. Tento názor nezměnil ani během války. V roce 1936 též získal titul barona. 
V roce 1945 byl jmenován premiérem krátce po začátku bitvy o Okinawu. Ignoroval výzvu Postupimské deklarace Spojenců k bezpodmínečné kapitulaci Japonska a vysílal k veřejnosti signály o neústupnosti své i kabinetu, avšak za kulisami jednal jinak. Nejprve požádal Sověty o zprostředkování míru s Američany, byl jimi ale odmítnut (a naopak čelil jejich vyhlášení války). Poté svolal dvě císařské konference, na nichž císaře Hirohita nenásilně vedl k tomu, aby kapitulaci přijal on - k nelibosti militaristických radikálů ve vládě (tzv. vojenská frakce), kteří si přáli pokračovat ve válce v naději, že to umožní uzavřít výhodnější mírovou dohodu. Po bombardování Hirošimi a Nagasaki se ocitl v psychické krizi, během níž spal několik dnů. Poté pokračoval v tlaku na císaře.
Část militaristické frakce se Suzukiho pokusila dvakrát zavraždit při incidentu na Kjúdžó ráno 15. srpna 1945, ale v obou případech vyvázl. Císař nakonec kapitulaci toho samého dne přijal. Jakmile to vyšlo ve známost, Suzuki podal demisi. Za svůj příspěvek k přijetí kapitulace císařem byl odměněn tím, že nebyl po konci války nijak postihován spojeneckými tribunály, nicméně v roce 1946 si Spojenci vyžádali jeho odchod z politiky. Zemřel na rakovinu dva roky poté.  